# Aéroport de Quinhagak
Pour les articles homonymes, voir AQH.
Aéroport de Quinhagak (code IATA : KWN • code OACI : PAQH • code FAA : AQH) , est un aéroport à usage public situé à deux milles nautiques (3,7 km) à l'est du quartier central des affaires de Quinhagak  (également orthographié Kwinhagak), une ville de la région de recensement de Bethel de l'État américain de l'Alaska. 
Bien que la plupart des aéroports américains utilisent le même identificateur d'emplacement à trois lettres pour la FAA et l'IATA, cet aéroport se voit attribuer AQH par la FAA  et KWN par l'IATA. L'identifiant OACI de l'aéroport est PAQH.